# 武藤星児
武藤 星児（むとう せいじ、1970年1月16日 - ）は、日本の作曲家、編曲家、音楽プロデューサー。妻は漫画家の小花美穂。

## 来歴・人物
日本における編曲家として多くの人気曲を編曲。代表曲に、木村カエラのシングル曲「Level 42」、「happiness!!!」、南野陽子の「吐息でネット」2005年セルフカバー、坂本真綾のシングル「雨が降る」のC/W曲「プラリネ」、AKB48の「恋するフォーチュンクッキー」がある。2000年代に入り、秋元康プロデュースのアーティストの楽曲製作に携わることが増加している。プライベートスタジオ「一息坂スタジオ」を運営している。高校卒業後、友人3人とbignosemanを結成しバンド活動を行い、原宿の歩行者天国などで演奏も行っていた。スキップカウズとはその時からの交友関係がある。

## 提供作品
AKB48グループ
- AKB48
  - 「野菜シスターズ」（編曲）
  - 「胡桃とダイアローグ」（編曲）
  - 「フルーツ・スノウ」（編曲）
  - 「エリアK」（編曲）
  - 「ヤンキーソウル」（編曲）
  - 「野菜占い」（編曲）
  - 「スイート&ビター」（編曲）
  - 「スクラップ&ビルド」（編曲）
  - 「さよならクロール」（編曲）
  - 「恋するフォーチュンクッキー」（編曲）
  - 「心のプラカード」（編曲）
  - 「恋愛禁止条例」（編曲）
  - 「ナミダの深呼吸」（編曲）
  - 「アイヲクレ」（編曲）
  - 「I'm crying」（編曲）
  - 「フリしてマネして」（編曲）
  - 「ハンパなイケメン」（編曲）
  - 「オケラ」（編曲）
  - 「女子高生はやめられない」（編曲）
  - 「チームB推し」（編曲）
  - 「自分らしさ」（編曲）
  - 「アボガドじゃね～し･･･」（編曲）
  - 「ぐ～ぐ～おなか」（編曲）
  - 「JJに借りたもの」（編曲）
  - 「ここがロドスだ、ここで跳べ!」（編曲）
  - 「To goで」（編曲）

- AKB48 チームサプライズ
  - 「AKBフェスティバル」（編曲）
  - 「未来が目にしみる」（編曲）
  - 「誰が2人を出会わせたのか?」（編曲）

- SKE48
  - 「オキドキ」（編曲）
  - 「バズーカ砲発射!」（編曲）
  - 「チョコの奴隷」（編曲）
  - 「青春の水しぶき」（編曲）
  - 「恋の傾向と対策」（編曲）
  - 「火曜日の夜、水曜日の朝」（編曲）
  - 「ピノキオ軍」（編曲）
  - 「ボウリング願望」（編曲）
  - 「あの頃の君を見つけた」（編曲）

- SDN48
  - 「ガンバリーナ」（編曲）
  - 「愛されるために」（編曲）

- NMB48
  - 「純情U-19」（編曲）
  - 「妄想ガールフレンド」（編曲）
  - 「HA!」（編曲）
  - 「サングラスと打ち明け話」（編曲）
  - 「高嶺の林檎」（編曲）
  - 「Don't look back!」（編曲）
  - 「ドリアン少年」（編曲）
  - 「しがみついた青春」（編曲）
  - 「てっぺんとったんで!」（編曲）
  - 「何度も狙え!」（編曲）

- HKT48
  - 「スキ!スキ!スキップ!」（編曲）
  - 「今がイチバン」（編曲）
  - 「HKT城、今、動く」（編曲）

- 柏木由紀
  - 「Birthday wedding」（編曲）

- 指原莉乃
  - 「初恋ヒルズ」（編曲）

- ナットウエンジェル
  - 「ナットウエンジェル」（編曲）
  - 「ナットウマン」（編曲）

- ノースリーブス
  - 「私は私」（編曲）

- Not yet
  - 「May」（編曲）

- NO NAME
  - 「この涙を君に捧ぐ」（編曲）

河西智美
- 「今さらさら」（編曲）

木村カエラ
- 「Level42」（編曲）
- 「What ever are you looking for?」（編曲）
- 「happiness!!!」（編曲）
- 「untie」（編曲）
- 「INVENTOR」（編曲）
- 「D.T.S.」（共作曲・編曲）（作曲は山沢大洋と共作）
- 「sola」（編曲）

清竜人25
- 「ハードボイルドに愛してやるぜ♡」（編曲）
- 「アカシック♡レコード」（編曲）

KUMACHI
- 「さよなら」（KUMACHIと共編曲）
- 「真夏の夜」（KUMACHIと共編曲）

クマムシ
- 「あったかいんだからぁ♪ (盆踊りver.)」（編曲）

西城秀樹
- 「最後の愛」（編曲）

坂道シリーズ
- 乃木坂46
  - 「しあわせの保護色」（編曲）
- 櫻坂46
  - 「流れ弾」（編曲）
- 日向坂46
  - 「HEY!OHISAMA!」（編曲）

坂本真綾
- 「プラリネ」（編曲）

時給800円
- 「死ぬほどあなたが好きだから」（作曲・編曲）

日給8000円
- 「未来がなくても 抱きしめて」（編曲）

SMAP
- 「Song of X'smap」（編曲）
- 「逢いたくなって」（作曲・編曲）
- 「君を好きになって」（作曲・編曲）
- 「Happy Train」（作曲・編曲）
- 「時間よとまれ」（編曲）
- 「A Song For Your Love」（編曲）

SS501
- 「メッセージ」（編曲）
- 「Mermaid...」（編曲）

平山あや
- 「来て来てあたしンち」（編曲）

放課後プリンセス
- 「制服シンデレラ」（編曲）
- 「ジュリエット 〜君を好きな100の理由〜 (2015 version)」（編曲）

松浦亜弥
- 「チョコレート魂」（編曲）
- 「ガツン」（編曲）

南野陽子
- 「はいからさんが通る」（編曲）
- 「吐息でネット」（編曲）
- 「風のマドリガル」（編曲）
- 「悲しみモニュメント」（編曲）
- 「さよならのめまい」（編曲）
- 「楽園のDoor」（編曲）

やなわらばー
- 「きっと大丈夫」（編曲）
- 「旅の途中」（編曲）

山本朝海
- 「靴ひも」（編曲・ギター）

渡辺麻友
- 「マユユロイド」（編曲）

## アニメソング
GA 芸術科アートデザインクラス
- 「ココロいろ Palettes」（編曲）

探偵オペラ ミルキィホームズ
- 「ナマコソング」（編曲）

## 劇伴作品
- ガンダムさん（安部純と共作）
- こどものおもちゃ（安部純、冨田恵一と共作）
- 猫神やおよろず（安部純と共作）
- フルーツバスケット（安部純と共作）[2]
- 名探偵コナン 犯人の犯沢さん（安部純と共作）
- 僕とロボコ（安倍純と共作）